# 高島裕子
髙島 裕子（たかしま・ひろこ）は、オフィスキイワード大阪所属のフリーアナウンサーで、元NHKの契約キャスター。

## 経歴・人物
基礎情報も参照。京都女子大学卒業後NHKの契約キャスターとなり、2003年度から3年間は地元の高松局で、2006年度は奈良局で活動。2007年度松山局に移り、3年間勤め2010年3月に期間満了で退局。松山では、夕方ニュースの前任者である鈴木奈穂子アナウンサーの後を受け継ぐ形で、地上デジタル放送推進大使に就任した。
NHKを離れた後は、大学時代を過ごした関西に再び戻り、現在の事務所に入った。

## 現在の出演番組
- ひるカフェ アシスタント（サンテレビジョン、2010年4月～）
- 戦国鍋TV 〜なんとなく歴史が学べる映像〜（tvkほか、2011年4月～）「MUSIC TONIGHT」のコーナーで「浅井三姉妹」（第2期）として出演。

## 過去の出演番組
- ひるまえかがわ（高松局、2003年4月～）
- 情報ワイド いきいき香川 ニュースアップ キャスター（高松局、～2006年3月）
- ならナビ キャスター（奈良局）
「しりとり旅」コーナーリポート ほか
- おはようえひめ キャスター（松山局、～2008年3月）

下2つはいずれも横手久美子（2008年度）、岡田千春（2009年度）と交替で担当。
- いよかんワイド（総合テレビ 愛媛県域）
- お元気ですか日本列島 四国のニュース担当（総合テレビ。松山入り後から予備役として随時担当していた）